# Lhasa de Sela
Lhasa de Sela (27. rujna 1972. – 1. siječnja 2010.), poznata i kao Lhasa, bila je američko-meksička kantautorica koja je odrasla u Meksiku i SAD-u, dok je u odrasloj dobi živjela u Kanadi i Francuskoj. Pisala je i izvodila pjesme na španjolskom, francuskom i engleskom.
Njen prvi studijski album, La Llorona, ostvario je platinastu nakladu u Kanadi te joj je donio nagrade Félix i Juno. Nakon uspjeha albuma, Lhasa je putovala na turneji s Lilith Fair, a potom se pridružila obiteljskoj cirkuskoj trupi, doprinoseći svojim hrapavim glasom glazbenoj podlozi francuskog cirkusa. Tijekom boravka u Marseillesu, počela je intenzivnije pisati pjesme te je, nakon što se vratila u Montreal, producirala svoj drugi album, The Living Road (2003.). Ponovno je promovirala svoj album na turnejama, ali je i surađivala s drugim glazbenicima na njihovim projektima. 
BBC Radio 3 proglasio ju je najboljom umjetnicom world glazbe Amerike u 2005. godini. Lhasa je 2008. godine, u Parizu, objavila knjigu o svojim razmišljanjima o životu na putovanjima, La route chante. Snimila je svoj treći istoimeni studijski album, Lhasa. 2009. u vrijeme objave albuma, dijagnosticiran joj je karcinom. Prošla je kroz vrlo jake terapije koje ipak nisu zaustavile bolest. Preminula je u Montrealu na novogodišnji dan 2010., u 37. godini života.

## Diskografija
- La Llorona (1997.)
- The Living Road (2003.)
- Lhasa (2009.)

## Vanjske poveznice
- (engl.) Službena stranica

|  | Zajednički poslužitelj ima još gradiva o temi Lhasa de Sela |